# Cynthia Radding
Cynthia Radding es una historiadora estadounidense, especialista en estudios latinoamericanos; desde 2008, ha ocupado la Cátedra Distinguida Gussenhoven de Estudios Latinoamericanos en la Universidad de Carolina del Norte en Chapel Hill. Especializada en estudios latinoamericanos. De 1973 a 1990 fue investigadora del Instituto Nacional de Antropología e Historia en México.  Su "enfoque comparativo audaz" es su "contribución más destacada a la historiografía".
Cynthia Radding estudió historia en el Smith College, en Massachusetts, Estados Unidos. Vivió un año en Sonora, México, donde cursó estudios  de español, literatura mexicana y española y economía. Hizo su maestría en historia de América Latina en la Universidad de California, en Berkeley. 

## Biografía
Cynthia Radding se graduó de Smith College con una licenciatura en artes (BA) en 1968, con especialización en historia. Luego completó una Maestría en Artes (MA) en la Universidad de California, Berkeley, en 1970. En 1990, recibió su doctorado (PhD) en historia de la Universidad de California, San Diego. Luego se unió a la Universidad de Missouri–St. Louis como profesora asistente y en 1995 se trasladó a un puesto equivalente en la Universidad de Illinois en Urbana–Champaign; se convirtió en profesora asociada allí en 1999 y se desempeñó como directora interina del Centro de Estudios de América Latina y el Caribe de la Universidad durante el año 1999–2000. De 2004 a 2008, fue profesora de Historia en la Universidad de Nuevo México, donde también fue directora de su Instituto Latinoamericano e Ibérico (2004–07). Se unió a la Universidad de Carolina del Norte en Chapel Hill en 2008 como Profesora Distinguida Gussenhoven de Estudios Latinoamericanos y Profesora de Historia, donde permanece hasta 2022. 
Participante de varios simposios de historia de Sonora con ponencias que fueron publicadas en las memorias anuales correspondientes. Entre sus trabajos se encuentran Las estructuras socio-económicas de las misiones de la Pimería Alta, 1768- 1850; Registro de los Archivos del estado de Sonora y La acumulación originaria del capital agrario en Sonora: la comunidad indígena y la hacienda en Pimería Alta y Opatería, 1768-1868.

## Investigación
Según el perfil de investigación de la Universidad de Carolina del Norte en Chapel Hill, la investigación de Radding sobre "la historia colonial de América Latina se centra en las intersecciones entre la historia ambiental y la etnográfica"; está particularmente interesada en las fronteras imperiales de los imperios americano español y portugués y la forma en que los pueblos indígenas dieron forma a la sociedad allí. Su trabajo actual ejemplifica métodos para la historia comparada, en América del Norte y del Sur y dentro de la amplia región fronteriza del norte de México y el suroeste de los EE. UU. grupos colonizados en la configuración de esas tierras fronterizas y la transformación de sus paisajes. Su proyecto actual, “Bountiful Deserts, Imperial Shadows”, explora la transición ecológica entre plantas silvestres y cultivadas, las intersecciones culturales de los pueblos sedentarios y nómadas, y la producción de conocimiento en el norte de México.
Sus trabajos publicados incluyen Borderlands in World History, 1700-1914 (Londres y Nueva York: Palgrave MacMillan, 2014), que coeditó con Paul Readman y Chad Bryant, y Landscapes of Power and Identity: Comparative Histories in the Sonoran Desert and the Forests of Amazonia from Colony to Republic (Duke University Press, 2005).

### Obra
- Borderlands in world History, 1700-1914
- LANDSCAPES OF POWER AND IDENTITY
- Pueblos de frontera. Coloniaje, grupos étnicos y espacios ecológicos en el noroeste de México, 1700-1850.[7]